# Алтайбаев, Жусип Алтайбаевич
Жусип Алтайбаев (каз. Жүсіп Алтайбайұлы Алтайбаев; 5 января 1911, Шетский район, Карагандинская область, СССР — 1987, Алма-Ата) — советский и казахский писатель, журналист, сатирик

, переводчик.

## Биография
Родился 5 января 1911 года в селе 10 Шетского района Жезказганской области. Происходит из подрода Керней рода Каракесек племени Аргын.
В 1934 году после окончания Каркаралинского педтехникума поступил на факультет журналистики Казахского государственного университета по специальности журналист.
В 1960 году окончил Высшую партийную школу при ЦК КПСС.
С 1931 по 1953 годы — ответственный секретарь газеты "Лениншіл жас (ныне «Жас Алаш»), «Пионер» (ныне «Ұлан»), «Социалистік Қазақстан» (ныне «Egemen Qazaqstan»), старший редактор журнала «Вожатый».
С 1953 по 1960 годы — Генеральный директор КазТАГ, ответственный секретарь Союза журналистов Казахстана, заместитель председателя Государственного комитета РК по телевидению и радиовещанию.
С 1961 по 1971 годы — Главный редактор республиканского журнала «Ара» — «Шмель», где и обрел популярность в качестве сатирика.
В прессе стало наблюдаться с 1938 года. В 1965 году вышел первый сатирический сборник «Нақ-нақ». Затем были выпущены сборники «Веник» (1969), «Ұя-тай»(1973), «Түлек» (1977), «Бұзаулы сиырға арзан домбыра» (1978) и др изданы сборники фельетона, сукакакака, рассказа, повести.
Жусип Алтайбаев на казахский язык успешно переводил такие известные произведения, как «Спартак» Р. Джованьоли, «Накануне» И. Тургенева, «Вечера на хуторе близ Диканьки» Н. Гоголя, «Фома Гордеев» М. Горького, «Золотой теленок» и «Двенадцать стульев» И. Ильфа и Е. Петрова, «Беседы при ясной луне» В. Шукшина и др.
Избран делегатом V и VI съездов компартии Казахстана, депутатом областного и городского Советов народных депутатов.

## Награды
- Дважды награждён Почётной грамотой Верховного Совета Казахстана — за особые заслуги в области литературы и печати.
- Указом Верховного Совета СССР трижды награжден орденом «Знак Почёта» — за большой вклад в литературное и издательское дело.
- Нагрудный знак «Отличник издательского дела СССР»
- Награждён государственными и юбилейными медалями СССР и др.

## Семья
- Жена — Толыбекова Раушан Есмамбетовна (род. 1916 — ?)
- У Алтайбаева пяти дочери:
  - Сауле — выпускник Московского инженерно-архитектурного института, член Союза архитекторов СССР, преподаватель Алматинского политехнического университета.
  - Сайда — преподаватель английского языка, кандидат наук.
  - Дана — выпускник Казахского государственного педагогического университета имени Абая, преподаватель английского языка, кандидат филологических наук.
  - Шолпан (род. 1947) — киноактриса, преподаватель, доцент итальянского языка вокального отделения Казахской государственной консерватории им. Курмангазы, кандидат филологических наук.
  - Карина — преподаватель английского языка.